# Bill Sali
William Thomas Sali ditBill Sali, né le 17 février 1954 à Portsmouth (États-Unis), est un avocat et homme politique américain, membre du parti républicain et représentant du premier district congressionnel de l'Idaho à la Chambre des représentants des États-Unis de 2007 à 2009.